# Saccostomus
Saccostomus là một chi động vật có vú trong họ Nesomyidae, bộ Gặm nhấm. Chi này được Peters miêu tả năm 1846. Loài điển hình của chi này là Saccostomus campestris Peters, 1846.

## Các loài
Chi này gồm các loài: